# Abondant
Pour le cépage, voir Abondant (cépage).
Abondant est une commune française située dans le département d'Eure-et-Loir en région Centre-Val de Loire.
Située à 10 km au nord-est de Dreux, 75 km à l'ouest de Paris et 45 km au nord de Chartres, elle appartient à l'arrondissement de Dreux.

## Géographie

### Situation
La commune d'Abondant se situe dans le Drouais, à 10 km au nord-est de Dreux, en limite du département de l'Eure. La commune est desservie par la RD21.4, qui relie Dreux à Bû.

Situation géographique
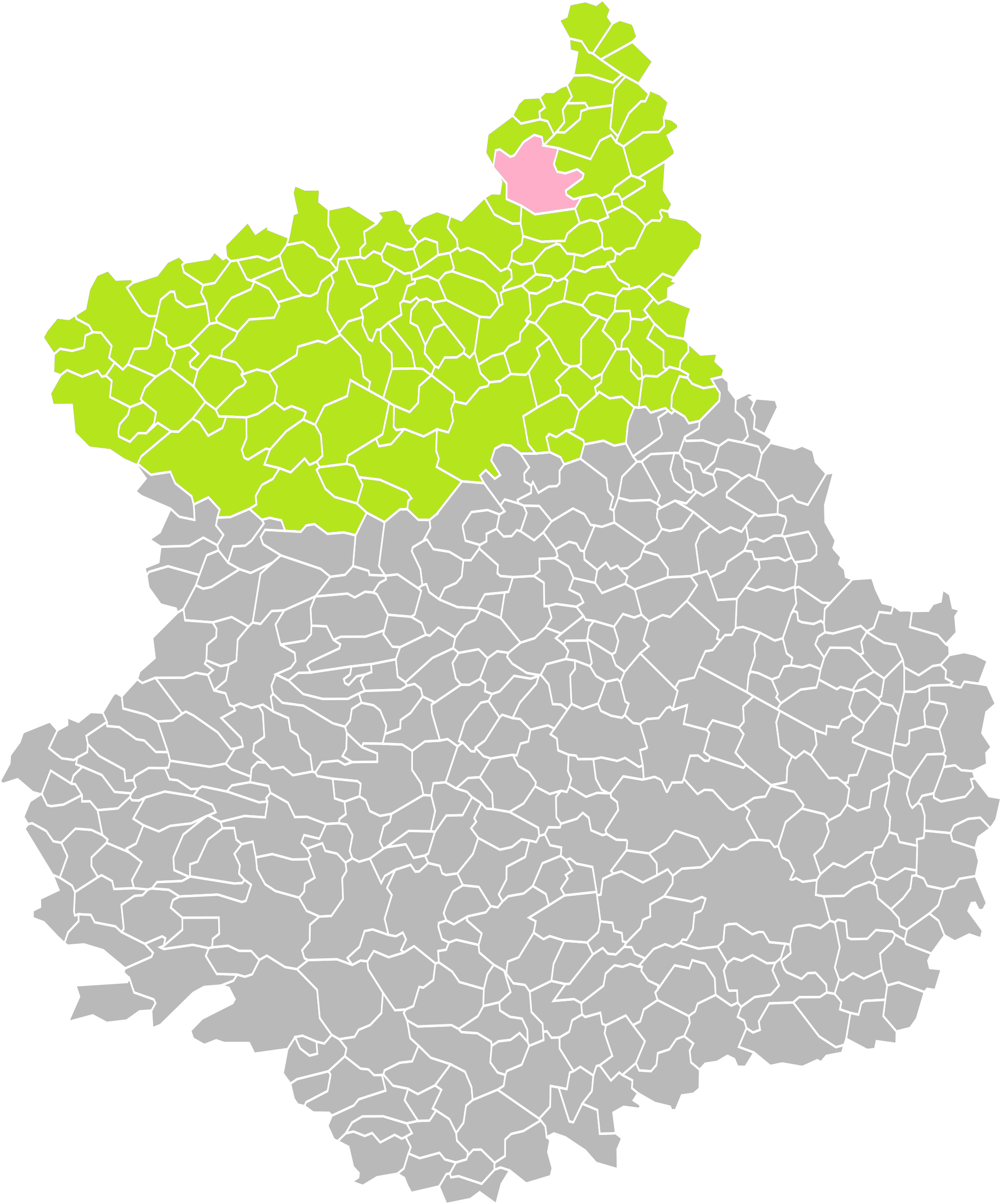
Abondant dans son arrondissement.
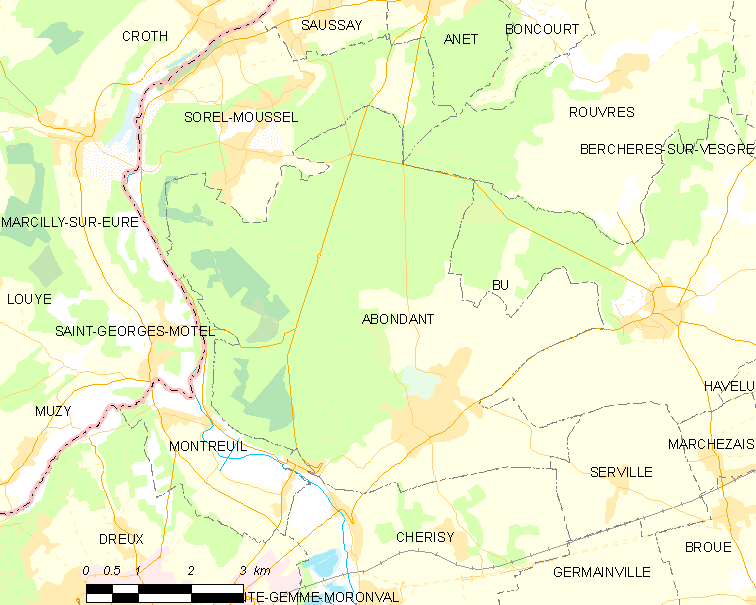
Carte de la commune d'Abondant.

### Communes limitrophes
| Sorel-Moussel                                       |          | Rouvres  |
| Marcilly-sur-Eure (Eure) Saint-Georges-Motel (Eure) | Abondant | Bû       |
| Montreuil                                           | Cherisy  | Serville |

### La forêt
63 % de la superficie de la commune sont occupés par la forêt de Dreux, traversée par le sentier de grande randonnée 22 qui relie Paris au Mont-Saint-Michel.
D'un côté, la commune d'Abondant est « adossée » à la forêt domaniale, et de l'autre côté, elle trouve sa limite par le bord du plateau qui domine la vallée de l'Eure. La forêt, qui occupe donc plus de 2 000 hectares, gérée par l'ONF, est composée essentiellement de feuillus : chênes, charmes, hêtres, érables, bouleaux… On y trouve quelques arbres remarquables, un arboretum et de nombreux sentiers, chemins, allées, propices aux promenades à pied, à cheval, à vélo…
On y croise parfois des cervidés qui peuvent franchir d'un seul bond les chemins. La chasse à courre y est encore pratiquée. La maison forestière près du pavillon octogonal abrite une meute de chiens de chasse à courre.

### Climat
Pour des articles plus généraux, voir Climat du Centre-Val de Loire et Climat d'Eure-et-Loir.
En 2010, le climat de la commune est de type climat océanique dégradé des plaines du Centre et du Nord, selon une étude du CNRS s'appuyant sur une série de données couvrant la période 1971-2000. En 2020, Météo-France publie une typologie des climats de la France métropolitaine dans laquelle la commune est exposée à un climat océanique et est dans la région climatique Sud-ouest du bassin Parisien, caractérisée par une faible pluviométrie, notamment au printemps (120 à 150 mm) et un hiver froid (3,5 °C).
Pour la période 1971-2000, la température annuelle moyenne est de 10,6 °C, avec une amplitude thermique annuelle de 14,4 °C. Le cumul annuel moyen de précipitations est de 636 mm, avec 10,7 jours de précipitations en janvier et 8 jours en juillet. Pour la période 1991-2020, la température moyenne annuelle observée sur la station météorologique de Météo-France la plus proche, « Bû_sapc », sur la commune de Bû à 4 km à vol d'oiseau, est de 11,4 °C et le cumul annuel moyen de précipitations est de 633,2 mm,. Pour l'avenir, les paramètres climatiques de la commune estimés pour 2050 selon différents scénarios d'émission de gaz à effet de serre sont consultables sur un site dédié publié par Météo-France en novembre 2022.
| Mois                                  | jan.           | fév.           | mars           | avril         | mai           | juin          | jui.          | août           | sep.          | oct.            | nov.          | déc.             | année      |
| ------------------------------------- | -------------- | -------------- | -------------- | ------------- | ------------- | ------------- | ------------- | -------------- | ------------- | --------------- | ------------- | ---------------- | ---------- |
| Température minimale moyenne (°C)     | 1,7            | 1,6            | 3,2            | 4,8           | 8,1           | 11,2          | 13,1          | 13,1           | 10,4          | 8,1             | 4,6           | 2,2              | 6,8        |
| Température moyenne (°C)              | 4,3            | 5              | 7,6            | 10,2          | 13,6          | 16,9          | 19,1          | 19,1           | 16            | 12,1            | 7,6           | 4,8              | 11,4       |
| Température maximale moyenne (°C)     | 6,9            | 8,4            | 12             | 15,7          | 19,1          | 22,7          | 25,1          | 25,1           | 21,5          | 16,2            | 10,6          | 7,4              | 15,9       |
| Record de froid (°C) date du record   | −14,9 08.01.10 | −13,9 12.02.12 | −11,6 13.03.13 | −4,9 06.04.21 | −1,3 06.05.19 | 1,1 01.06.06  | 5,8 21.07.12  | 3,9 28.08.1998 | 0,6 30.09.18  | −5,1 30.10.1997 | −9,8 30.11.10 | −10,2 29.12.1996 | −14,9 2010 |
| Record de chaleur (°C) date du record | 15,3 27.01.03  | 19,9 27.02.19  | 24,3 31.03.21  | 27,9 21.04.18 | 30,6 27.05.05 | 37,7 27.06.11 | 41,4 25.07.19 | 39,1 10.08.03  | 35,3 09.09.23 | 29,5 02.10.23   | 20,8 07.11.15 | 16,2 30.12.22    | 41,4 2019  |
| Précipitations (mm)                   | 50             | 43,3           | 47,1           | 43,7          | 57,1          | 57,4          | 48,8          | 55,2           | 40            | 63,4            | 58,2          | 69               | 633,2      |

## Urbanisme

### Typologie
Au 1er janvier 2024, Abondant est catégorisée bourg rural, selon la nouvelle grille communale de densité à 7 niveaux définie par l'Insee en 2022.
Elle appartient à l'unité urbaine d'Abondant, une unité urbaine monocommunale constituant une ville isolée,. Par ailleurs la commune fait partie de l'aire d'attraction de Paris, dont elle est une commune de la couronne,.

### Occupation des sols
L'occupation des sols de la commune, telle qu'elle ressort de la base de données européenne d’occupation biophysique des sols Corine Land Cover (CLC), est marquée par l'importance des forêts et milieux semi-naturels (64,2 % en 2018), une proportion sensiblement équivalente à celle de 1990 (64,7 %). La répartition détaillée en 2018 est la suivante : 
forêts (62 %), terres arables (28,5 %), zones urbanisées (7,2 %), milieux à végétation arbustive et/ou herbacée (2,2 %). L'évolution de l’occupation des sols de la commune et de ses infrastructures peut être observée sur les différentes représentations cartographiques du territoire : la carte de Cassini (XVIIIe siècle), la carte d'état-major (1820-1866) et les cartes ou photos aériennes de l'IGN pour la période actuelle (1950 à aujourd'hui).

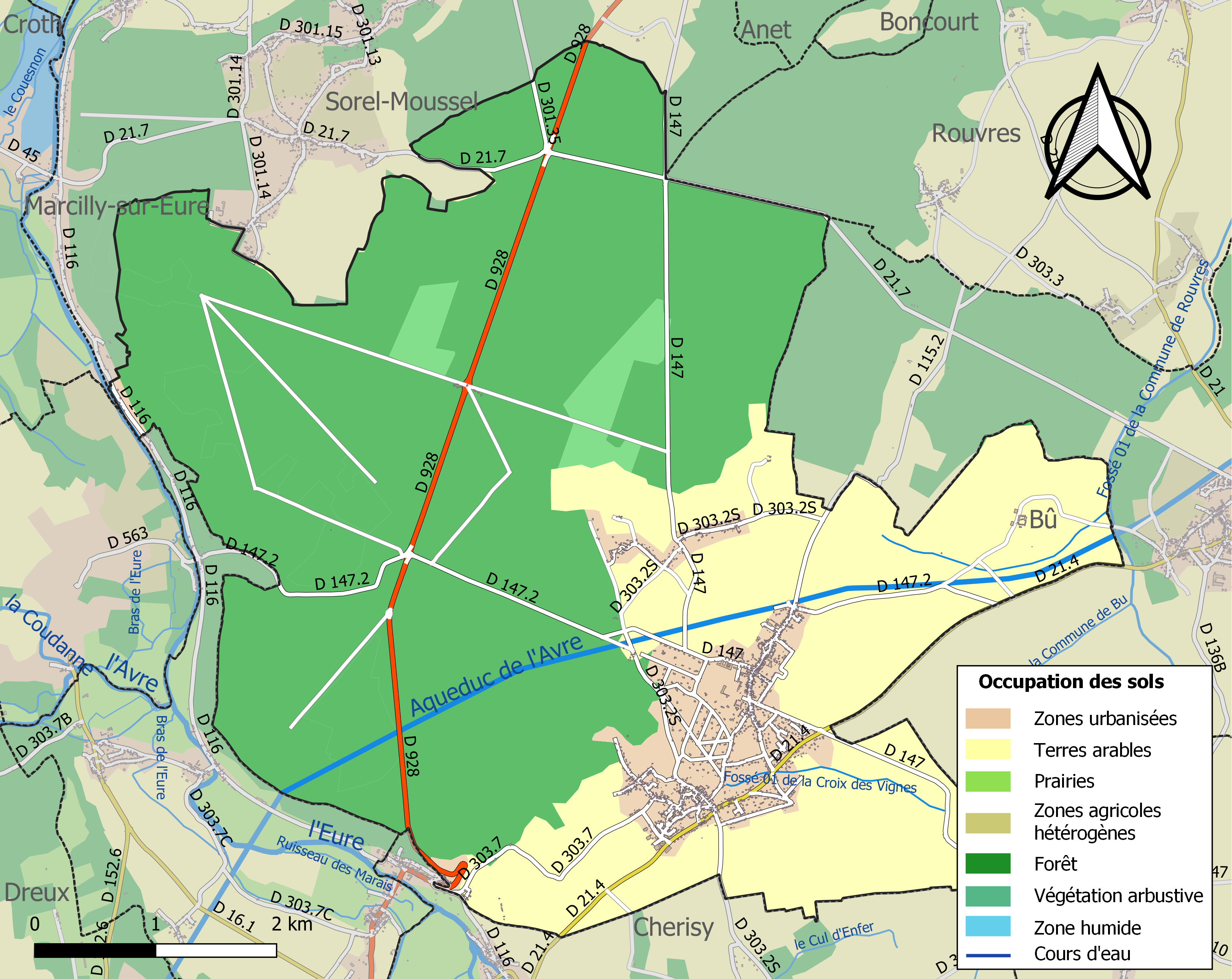
Carte des infrastructures et de l'occupation des sols de la commune en 2018 (CLC).

### Risques majeurs
Le territoire de la commune d'Abondant est vulnérable à différents aléas naturels : météorologiques (tempête, orage, neige, grand froid, canicule ou sécheresse), inondations, mouvements de terrains et séisme (sismicité très faible). Il est également exposé à un risque technologique, le transport de matières dangereuses. Un site publié par le BRGM permet d'évaluer simplement et rapidement les risques d'un bien localisé soit par son adresse soit par le numéro de sa parcelle.

#### Risques naturels
Certaines parties du territoire communal sont susceptibles d’être affectées par le risque d’inondation par débordement de cours d'eau, notamment l'Eure et l'Aqueduc de l'Avre. La commune a été reconnue en état de catastrophe naturelle au titre des dommages causés par les inondations et coulées de boue survenues en 1995, 1999 et 2001,.

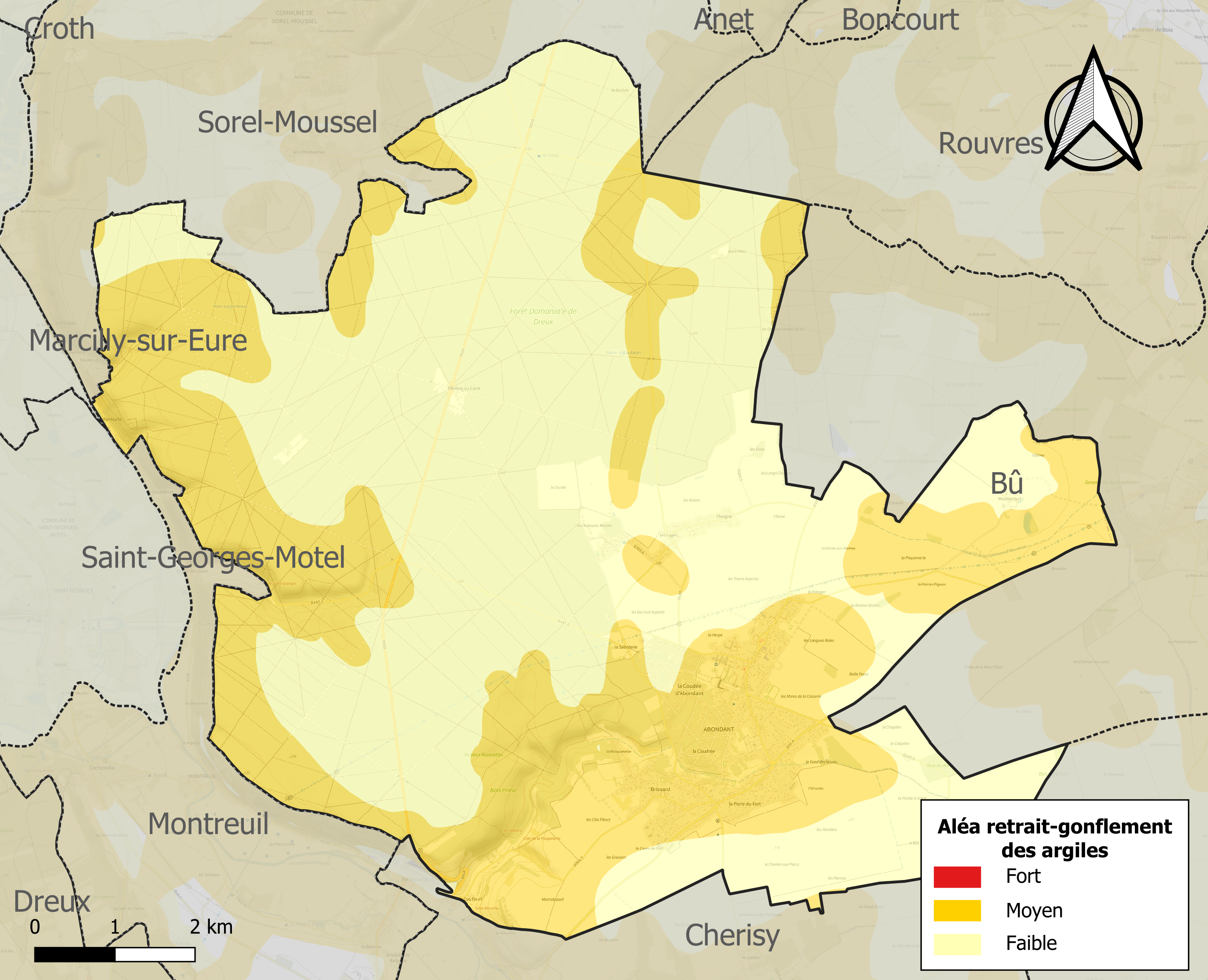
Carte des zones d'aléa retrait-gonflement des sols argileux d'Abondant.

Les mouvements de terrains susceptibles de se produire sur la commune sont des mouvements de sols liés à la présence d'argile, des affaissements et effondrements liés aux cavités souterraines (hors mines) et des effondrements généralisés. L'inventaire national des cavités souterraines permet de localiser celles situées sur la commune.
Le retrait-gonflement des sols argileux est susceptible d'engendrer des dommages importants aux bâtiments en cas d’alternance de périodes de sécheresse et de pluie. 40,9 % de la superficie communale est en aléa moyen ou fort (52,8 % au niveau départemental et 48,5 % au niveau national). Sur les 956 bâtiments dénombrés sur la commune en 2019, 843 sont en aléa moyen ou fort, soit 88 %, à comparer aux 70 % au niveau départemental et 54 % au niveau national. Une cartographie de l'exposition du territoire national au retrait gonflement des sols argileux est disponible sur le site du BRGM,.
Concernant les mouvements de terrains, la commune a été reconnue en état de catastrophe naturelle au titre des dommages causés par la sécheresse en 1996, 2009 et 2018 et par des mouvements de terrain en 1999.

#### Risques technologiques
Le risque de transport de matières dangereuses sur la commune est lié à sa traversée par des infrastructures routières ou ferroviaires importantes ou la présence d'une canalisation de transport d'hydrocarbures. Un accident se produisant sur de telles infrastructures est en effet susceptible d’avoir des effets graves au bâti ou aux personnes jusqu’à 350 m, selon la nature du matériau transporté. Des dispositions d’urbanisme peuvent être préconisées en conséquence.

## Toponymie
Le nom de la localité est attesté sous les formes Habundans dès 1151, Abundons en 1178, Habundanz en 1202, Abundas en 1234, Au XVIe siècle le s final disparaît pour se transformer en t et donner Habundant en 1542, proche de l'écriture actuelle.
Ce toponyme est aisément compréhensible ; ce mot latin est lié aux « terres fertiles et remarquables ».

## Histoire

### Époque contemporaine

#### XXesiècle
Entre le 29 janvier 1939 et le 8 février, plus de 2 000 réfugiés espagnols fuyant la guerre civile espagnole, arrivent en Eure-et-Loir. Devant l'insuffisance des structures d'accueil (le camp de Lucé et la prison de Châteaudun rouverte pour l’occasion), 53 villages sont mis à contribution, dont Abondant. Les réfugiés, essentiellement des femmes et des enfants (les hommes sont désarmés et retenus dans le Sud de la France), sont soumis à une quarantaine stricte et vaccinés. Le courrier est limité, le ravitaillement, s'il est peu varié et cuisiné à la française, est cependant assuré. Une partie des réfugiés rentrent en Espagne, incités par le gouvernement français qui facilite les conditions du retour, mais en décembre, 922 ont préféré rester et sont rassemblés à Dreux et Lucé.

## Politique et administration

### Liste des maires
| Période    | Période  | Identité          | Étiquette | Qualité                              |
| ---------- | -------- | ----------------- | --------- | ------------------------------------ |
| avril 2014 | En cours | Virginie Quentin, | LR        | Professeure, profession scientifique |

### Tendances politiques et résultats
Lors des élections européennes de 2019, le taux de participation d’Abondant est supérieur à la moyenne (53,79% contre 50,12% au niveau national). La liste du Rassemblement national arrive en tête avec 28,31% des voix, contre 23,31% au niveau national. La liste de la République en Marche obtient 25,12% des suffrages, contre 22,41% au niveau national. La liste d’Europe Écologie les Verts réalise un score de 10,79% des votes, contre 13,48% au niveau national. La liste des Républicains fait un score de 7,72% des suffrages, contre 8,48% au niveau national. La liste de la France Insoumise obtient 5,02% des voix, contre 6,13% au niveau national. Les autres listes obtiennent des scores inférieurs à 5%.
Le résultat de l'élection présidentielle de 2012 dans cette commune est le suivant :
| Candidat       | Candidat                    | Premier tour | Premier tour | Second tour | Second tour |
| Candidat       | Candidat                    | Voix         | %            | Voix        | %           |
| -------------- | --------------------------- | ------------ | ------------ | ----------- | ----------- |
|                | Eva Joly (EÉLV)             | 20           | 1,58         |             |             |
|                | Marine Le Pen (FN)          | 287          | 22,65        |             |             |
|                | Nicolas Sarkozy (UMP)       | 393          | 31,02        | 718         | 61,00       |
|                | Jean-Luc Mélenchon (FG)     | 103          | 8,13         |             |             |
|                | Philippe Poutou (NPA)       | 19           | 1,50         |             |             |
|                | Nathalie Arthaud (LO)       | 2            | 0,16         |             |             |
|                | Jacques Cheminade (SP)      | 4            | 0,32         |             |             |
|                | François Bayrou (MoDem)     | 124          | 9,79         |             |             |
|                | Nicolas Dupont-Aignan (DLR) | 34           | 2,68         |             |             |
|                | François Hollande (PS)      | 281          | 22,18        | 459         | 39,00       |
|                |                             |              |              |             |             |
| Inscrits       | Inscrits                    | 1471         | 100,00       | 1471        | 100,00      |
| Abstentions    | Abstentions                 | 185          | 12,58        | 222         | 15,09       |
| Votants        | Votants                     | 1286         | 87,42        | 1249        | 84,91       |
| Blancs et nuls | Blancs et nuls              | 19           | 1,48         | 72          | 5,76        |
| Exprimés       | Exprimés                    | 1267         | 98,52        | 1177        | 94,24       |

Le résultat de l'élection présidentielle de 2017 dans cette commune est le suivant :
| Candidat    | Candidat                    | Premier tour | Premier tour | Deuxième tour | Deuxième tour |  |
| Candidat    | Candidat                    | %            | Voix         | %             | Voix          |  |
| ----------- | --------------------------- | ------------ | ------------ | ------------- | ------------- |  |
|             | Nicolas Dupont-Aignan (DLF) | 6,13         | 80           |               |               |  |
|             | Marine Le Pen (FN)          | 25,61        | 334          | 41,88         | 459           |  |
|             | Emmanuel Macron (EM)        | 22,85        | 298          | 58,12         | 637           |  |
|             | Benoît Hamon (PS)           | 4,68         | 61           |               |               |  |
|             | Nathalie Arthaud (LO)       | 0,61         | 8            |               |               |  |
|             | Philippe Poutou (NPA)       | 0,92         | 12           |               |               |  |
|             | Jacques Cheminade (SP)      | 0,31         | 4            |               |               |  |
|             | Jean Lassalle (RES)         | 0,46         | 6            |               |               |  |
|             | Jean-Luc Mélenchon (LFI)    | 15,87        | 207          |               |               |  |
|             | François Asselineau (UPR)   | 0,31         | 4            |               |               |  |
|             | François Fillon (LR)        | 22,24        | 290          |               |               |  |
|             |                             |              |              |               |               |  |
| Inscrits    | Inscrits                    | 1 551        | 100,00       | 1 551         | 100,00        |  |
| Abstentions | Abstentions                 | 213          | 13,73        | 300           | 19,34         |  |
| Votants     | Votants                     | 1 338        | 86,27        | 1 251         | 80,66         |  |
| Blancs      | Blancs                      | 27           | 2,02         | 124           | 9,91          |  |
| Nuls        | Nuls                        | 7            | 0,52         | 31            | 2,48          |  |
| Exprimés    | Exprimés                    | 1 304        | 97,46        | 1 096         | 87,61         |  |

## Population et société

### Démographie
L'évolution du nombre d'habitants est connue à travers les recensements de la population effectués dans la commune depuis 1793. Pour les communes de moins de 10 000 habitants, une enquête de recensement portant sur toute la population est réalisée tous les cinq ans, les populations de référence des années intermédiaires étant quant à elles estimées par interpolation ou extrapolation. Pour la commune, le premier recensement exhaustif entrant dans le cadre du nouveau dispositif a été réalisé en 2006.

En 2022, la commune comptait 2 446 habitants, en évolution de +3,73 % par rapport à 2016 (Eure-et-Loir : −0,23 %, France hors Mayotte : +2,11 %).
| 1793  | 1800  | 1806  | 1821  | 1831  | 1836  | 1841  | 1846  | 1851  |
| ----- | ----- | ----- | ----- | ----- | ----- | ----- | ----- | ----- |
| 1 137 | 1 176 | 1 217 | 1 144 | 1 140 | 1 146 | 1 132 | 1 180 | 1 185 |

| 1856  | 1861 | 1866 | 1872 | 1876 | 1881 | 1886 | 1891 | 1896 |
| ----- | ---- | ---- | ---- | ---- | ---- | ---- | ---- | ---- |
| 1 067 | 933  | 921  | 868  | 879  | 821  | 809  | 916  | 744  |

| 1901 | 1906 | 1911 | 1921 | 1926 | 1931 | 1936 | 1946 | 1954 |
| ---- | ---- | ---- | ---- | ---- | ---- | ---- | ---- | ---- |
| 724  | 724  | 728  | 622  | 678  | 676  | 616  | 728  | 747  |

| 1962 | 1968 | 1975  | 1982  | 1990  | 1999  | 2006  | 2011  | 2016  |
| ---- | ---- | ----- | ----- | ----- | ----- | ----- | ----- | ----- |
| 751  | 815  | 1 017 | 1 314 | 1 494 | 1 742 | 1 977 | 2 218 | 2 358 |

| 2021  | 2022  | - | - | - | - | - | - | - |
| ----- | ----- | - | - | - | - | - | - | - |
| 2 427 | 2 446 | - | - | - | - | - | - | - |

## Culture locale et patrimoine

### Lieux et monuments

#### Église Saint-Pierre

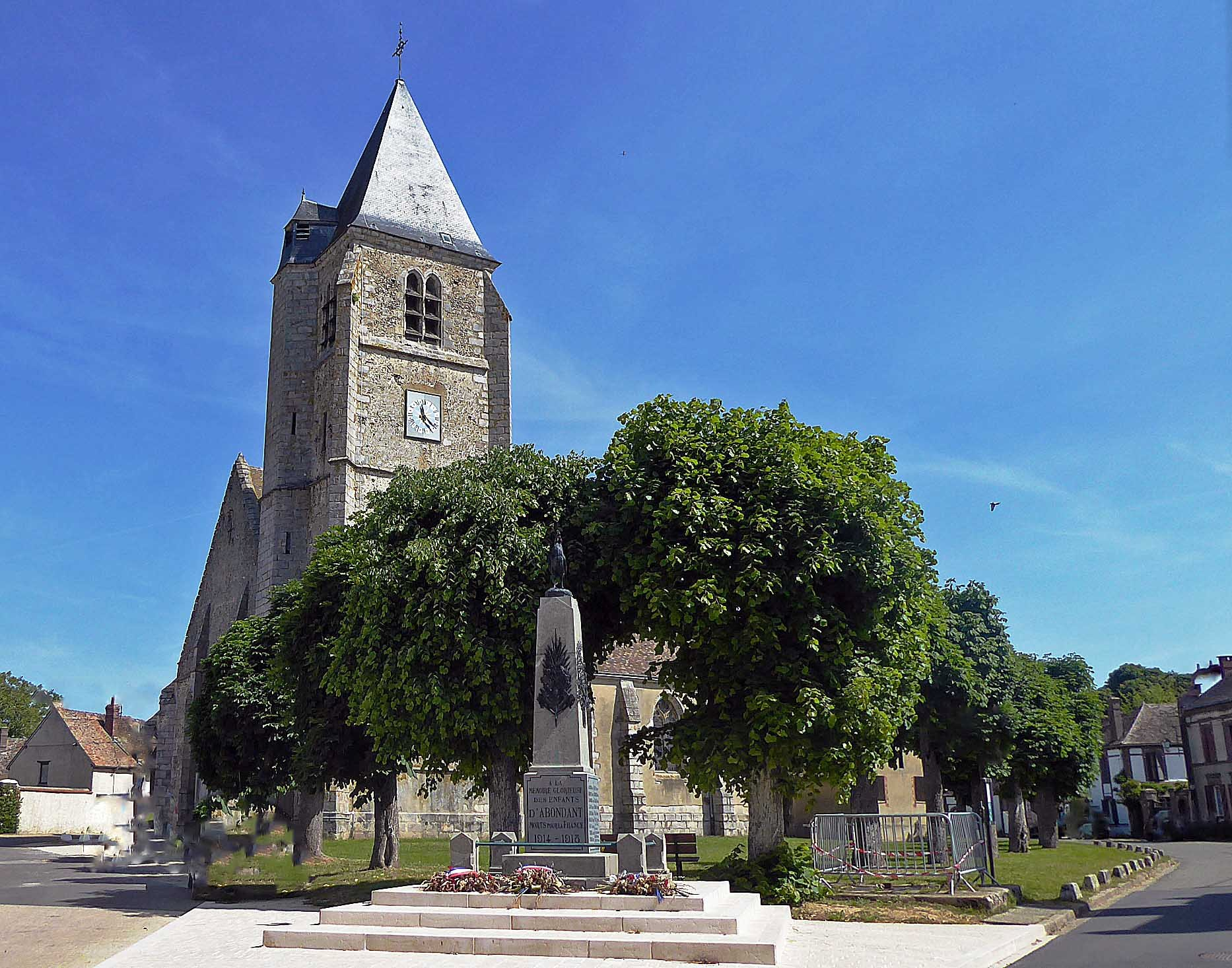
L'église Saint-Pierre et le monument aux morts.

L'église Saint-Pierre date du XIIIe siècle. Une église existait au village dès le XIIe siècle. L'église actuelle, dédiée à saint Pierre fut construite au XVIe siècle.
Juste avant le chœur, à gauche et à droite, on remarquera, en haut des ouvertures, les restes des anciens vitraux du XVIe siècle  Classé MH (1928) : on y voit de nombreuses figures, des soldats, le miracle du bâton fleuri de saint Joseph, la Vierge.
L'église abrite également quatre tableaux inscrits en tant que monuments historiques :
- Assomption de la Vierge, retable de l'autel latéral nord,  Inscrit MH (2013) ;
- Naissance de la Vierge, d'après Pierre de Cortone, avec les armoiries de la famille de Chaillon, seigneur de Mézières-en-Drouais,  Inscrit MH (2013) ;
- Résurrection du Christ, retable du maître-autel,  Inscrit MH (2013) ;
- Tableau de l'autel latéral sud,  Inscrit MH (2013).

#### Château
Inscrit MH (1928).
Le château d'Abondant date du XVIIe siècle. Sa construction a commencé au XVIe siècle et deux ailes ont été ajoutées en 1750. Il fut réaménagé et utilisé comme maison de retraite puis un promoteur voulut le transformer en résidence hôtelière mais ce projet a été abandonné. Le grand salon du XVIIIe siècle de ce château, composé de boiseries peintes, consoles, sièges, lustre et cheminée, se trouve au musée du Louvre à Paris.
En 2022, il est réaménagé en plusieurs appartements destinés principalement à la location.

#### Pavillon de chasse
Dans la forêt, sur le territoire de la commune d'Abondant, un ancien pavillon de chasse octogonal construit au XVIIIe siècle ( Classé MH (1969)) et les ruines du château de la Robertière du XIIe siècle.

#### Polissoirs
Deux polissoirs sont situés dans la forêt de Dreux, à 1 km de la ferme brûlée ( Classé MH (1925)).

Lieux et monuments d'Abondant
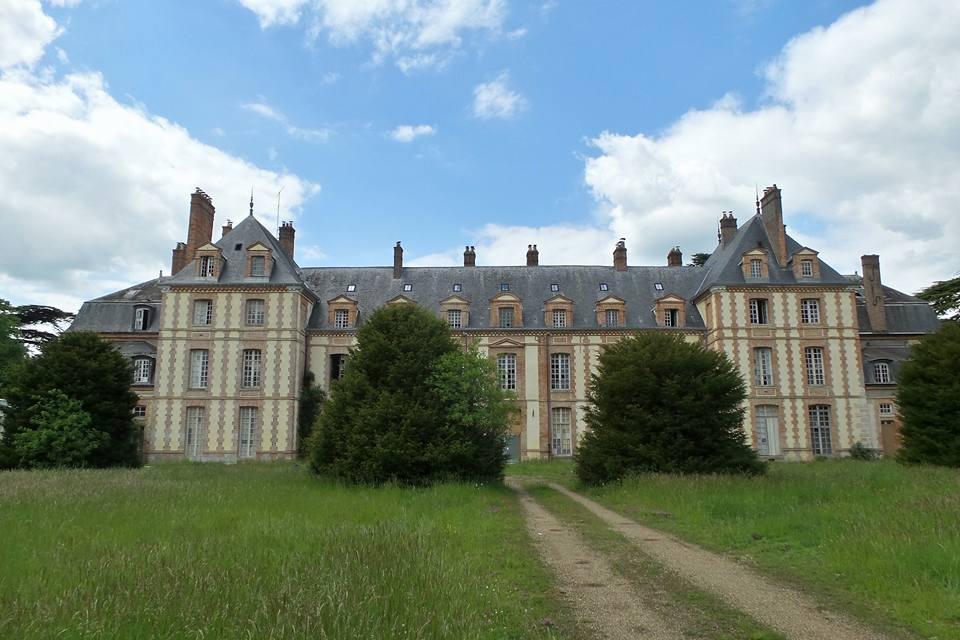
Le château.
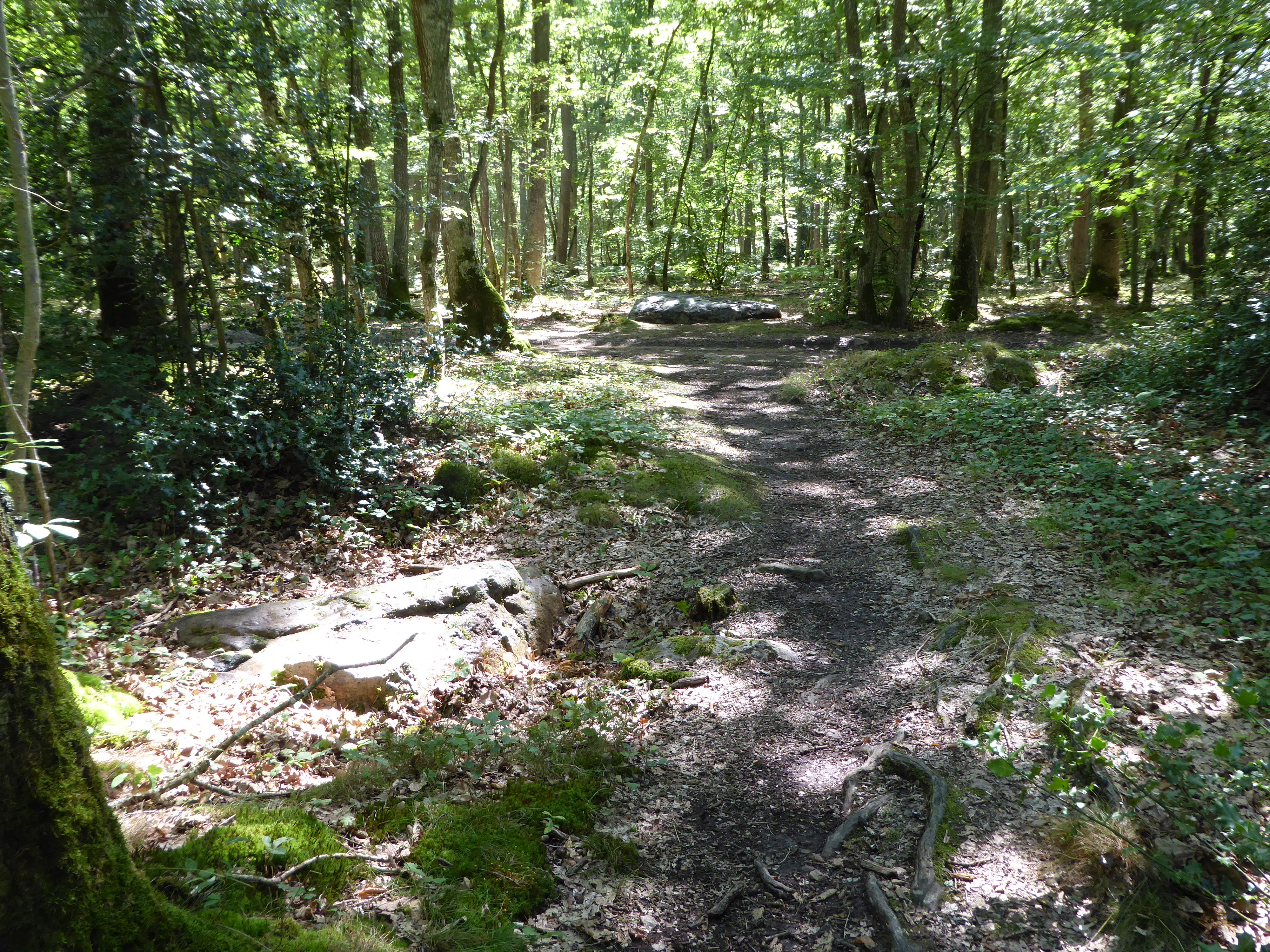
Les polissoirs.
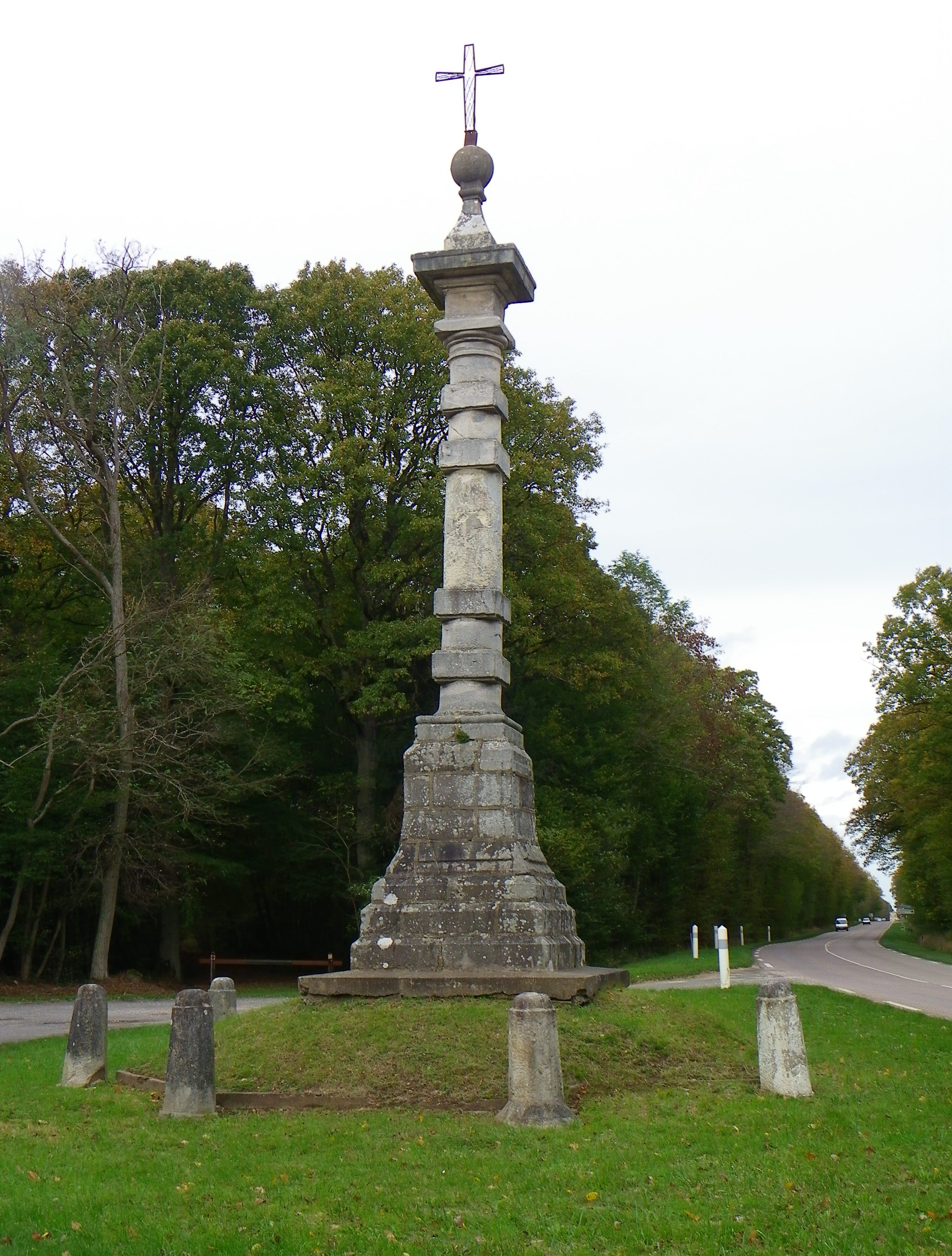
La croix du Carré, sur la D 928.

### Personnalités liées à la commune
- Louis Francois du Bouchet, marquis de Sourches, mémorialiste du siècle de Louis XIV.
- La duchesse Louise-Élisabeth de Croÿ de Tourzel, gouvernante des Enfants de France, (1749-1832).
- Aimé Breton (1885-1969), instituteur, secrétaire de mairie et résistant[40], Marguerite Moreau née Gasselin (1882-1955), agricultrice, et Albert Moreau (1878-1963), agriculteur[41] sont reconnus à titre posthume en 2008 Justes parmi les nations.